# Bataille de Rossignol
Pour les articles homonymes, voir Rossignol (homonymie).
Première Guerre mondiale
Batailles
Front d'Europe de l’Ouest
- Liège (8-1914)
- Namur (8-1914)
- Frontières (8-1914)
- Anvers (9-1914)
- Grande Retraite (9-1914)
- Marne (9-1914)
- Course à la mer (9-1914)
- Yser (10-1914)
- Messines (10-1914)
- Ypres (10-1914)
- Givenchy (12-1914)
- 1re Champagne (12-1914)
- Hartmannswillerkopf (1-1915)
- Neuve-Chapelle (3-1915)
- 2e Ypres (4-1915)
- Colline 60 (4-1915)
- Artois (5-1915)
- Festubert (5-1915)
- Quennevières (6-1915)
- Linge (7-1915)
- 2e Artois (9-1915)
- 2e Champagne (9-1915)
- Loos (9-1915)
- Verdun (2-1916)
- Redoute Hohenzollern (3-1916)
- Hulluch (4-1916)
- 1re Somme (7-1916)
- Fromelles (7-1916)
- Arras (4-1917)
- Vimy (4-1917)
- Chemin des Dames (4-1917)
- 3e Champagne (4-1917)
- 2e Messines (6-1917)
- Passchendaele (7-1917)
- Cote 70 (8-1917)
- 2e Verdun (8-1917)
- Malmaison (10-1917)
- Cambrai (11-1917)
- Bombardements de Paris (1-1918)
- Offensive du Printemps (3-1918)
- Lys (4-1918)
- Aisne (5-1918)
- Bois Belleau (6-1918)
- 2e Marne (7-1918)
- 4e Champagne (7-1918)
- Château-Thierry (7-1918)
- Le Hamel (7-1918)
- Amiens (8-1918)
- Cent-Jours (8-1918)
- 2e Somme (9-1918)
- Bataille de la ligne Hindenburg
- Meuse-Argonne (10-1918)
- Cambrai (10-1918)

Front italien
Front d'Europe de l’Est
Front des Balkans
Front du Moyen-Orient
Front africain
Bataille de l'Atlantique
La bataille de Rossignol fait partie d'un ensemble beaucoup plus important connu sous le nom de « surprise de Neufchâteau »[réf. souhaitée], une des composantes de la bataille des Frontières. Elle a lieu le 22 août 1914 autour du village de Rossignol, en Gaume (l'extrémité sud-est de la Belgique).
Il s'agit d'une bataille de rencontre entre des unités françaises et allemandes, se concluant par une victoire allemande et par la quasi destruction d'une des divisions du 1er corps colonial français.

## Signification stratégique
Le combat résulte de la rencontre, presque à l'aveugle en raison du brouillard matinal, entre les forces allemandes et les forces françaises, les premières ayant reçu l'ordre de marcher vers le sud dans le cadre du mouvement tournant du plan Schlieffen, les secondes vers le nord comme première étape d'une offensive préparée par le plan XVII.
La 4e armée française a reçu pour ordre de se rendre en une étape sur une ligne Gedinne-Paliseul-Offagne-Bertrix et Florenville. Elle s'avance donc sur plusieurs axes, dont deux confiés au corps colonial, avec en tête :
- la 3e division d'infanterie coloniale sur l'axe Gérouville-Neufchâteau ;
- et la 5e brigade d'infanterie coloniale (réserve du corps colonial) sur l'axe Suxy-Neufchâteau.

À sa gauche, la 23e division d'infanterie du 12e corps d'armée avance sur l'axe menant à Léglise par Bellefontaine et Tintigny. À sa droite se trouve le 2e corps d'armée qui progresse vers Virton. En deuxième échelon et en réserve d'armée, la 2e division d'infanterie coloniale qui a reçu comme consigne de ne pas dépasser Jamoigne.
Sept mille Français sont tués dans la bataille.

## Ordre de bataille

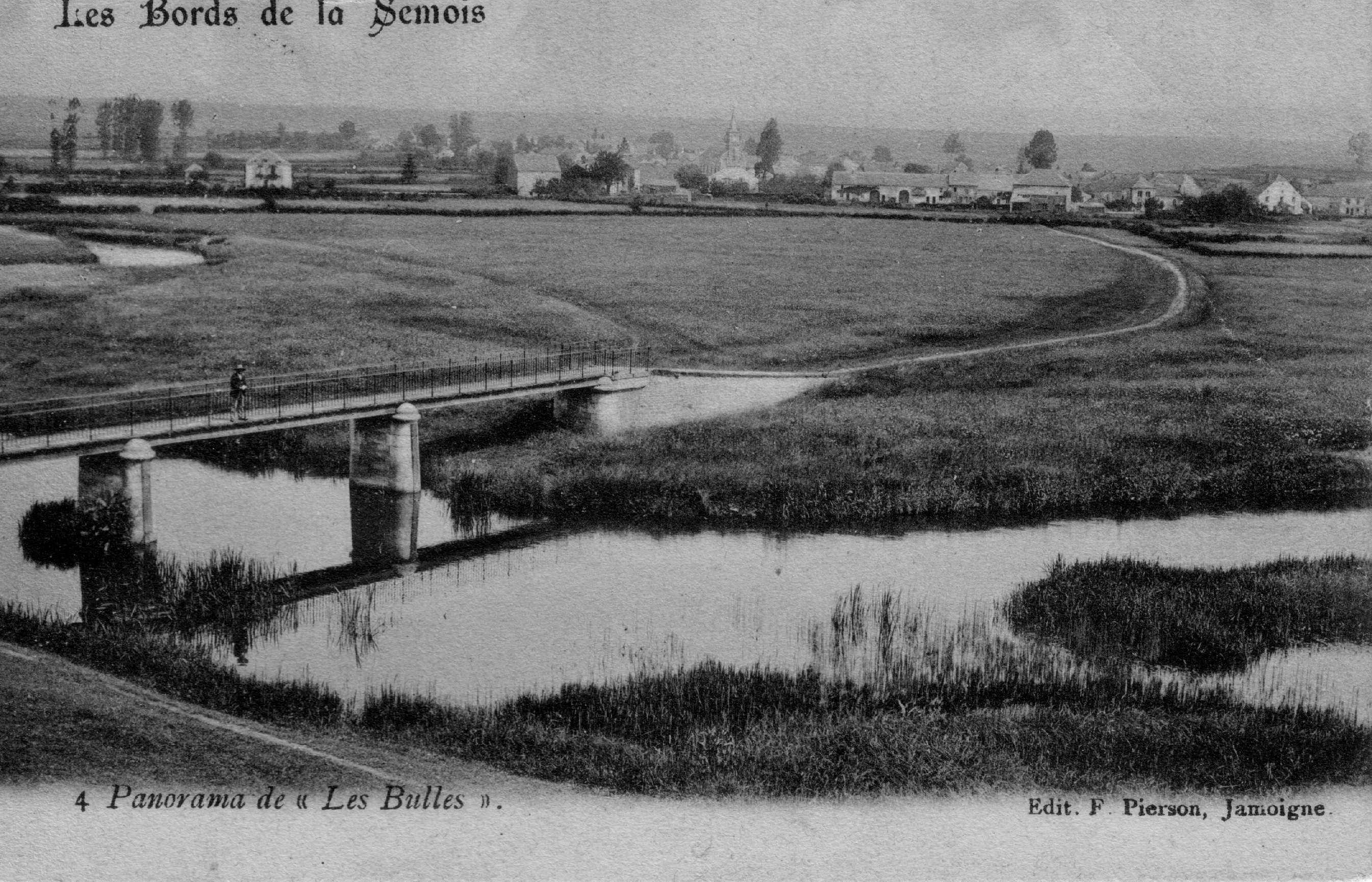
Panorama de la commune des Bulles en Belgique avant 1909.

Côté allemand, il s'agit des XIe (commandée par le général von Weber) et XIIe divisions d'infanterie (général Chales de Beaulieu) appartenant au VIe corps d'armée (général von Pritzelwitz) de la Ve armée du Kronprinz.
Côté français, c'est essentiellement la 3e division d'infanterie coloniale (général Raffenel), avec la participation tardive et marginale de la 2e division d'infanterie coloniale (général Leblois), deux divisions appartenant au corps colonial (général Lefèvre) et à la 4e armée française (général Langle de Cary).

## Déroulement tactique
Au matin du 22 août 1914, les avant-gardes françaises, après avoir franchi la Semois, remontent en colonne la route au nord de Rossignol et s'engagent dans la forêt de Chiny. Vers 8 h du matin, elles tombent sur des éléments allemands (du 157e régiment d'infanterie) disposés en embuscade de part et d'autre de la route. Les fantassins de la 1re brigade de la 3e division d'infanterie coloniale française et les unités de la XIIe division d'infanterie allemande se déploient et s'affrontent alors dans la forêt. Mais côté français, seule cette brigade formant la tête de colonne peut être pleinement engagée, car la troisième brigade coloniale est bloquée plus au sud au pont de Breuvanne par l'artillerie de la XIe division d'infanterie allemande (qui a passé la rivière à Tintigny, plus à l'est).
Une partie de la division française se retrouve donc bloquée autour de Rossignol ; la 1re brigade est rejetée de la forêt vers 15 h et se replie autour du village et à l'intérieur de celui-ci. Le général de division, Raffenel, meurt pendant l'après-midi, remplacé par le général de brigade Charles Rondony. Une tentative de retraite des restes de la 1re brigade est dispersée par une grêle d'obus et de balles. Après un long pilonnage, l'infanterie allemande donne l'assaut au village de Rossignol en début de soirée : les soldats français survivants sont faits prisonniers, dont les deux généraux de brigade Charles Félix Eugène Montignault et Charles Rondony (tous deux blessés, le second meurt dans la nuit), tandis que les 36 canons de 75 mm du régiment d'artillerie divisionnaire sont pris par les troupes allemandes.
Les éléments de la 3e division d'infanterie coloniale qui ont réussi à s'échapper sont eux bloqués à Breuvanne, ainsi que quelques groupes dispersés qui ont traversé les lignes allemandes à la faveur de la nuit. Le drapeau du 1er régiment d'infanterie coloniale est démonté, la soie cachée sous la capote d'un sergent ; celui du 2e régiment est enterré à la lisière sud d'Orsinfaing (hameau à l'est de Rossignol).

## Lendemains
Les Allemands regroupent en soirée ainsi que le lendemain leurs 5 000 prisonniers à la sortie nord de Rossignol, en un lieu-dit dénommé depuis « Camp de la Misère », jusqu'à leur départ en captivité le 25 août. Les civils sont utilisés pour enterrer les cadavres des humains et des chevaux dans des fosses communes. Ces fosses furent regroupées en 1917 aux frais des communes dans trois cimetières, dont deux subsistent,.
La retraite de la 4e armée française se poursuit le lendemain, avec, comme instruction de coordination, la consigne de rester au niveau des 3e et 5e armées pour éviter toute menace sur leur flanc. Le 24 août au matin, les restes de la 3e division coloniale française sont regroupés en France à Margut sous les ordres d'un colonel. La 1re brigade (1er et 2e régiments d'infanterie coloniale) ne compte plus à cette date que 400 hommes, sur les 6 800 avant le matin du 22. Le même jour, toute la 4e armée retraverse la Chiers. Cette retraite en bon ordre se poursuit jusqu'à la bataille de la Marne.
Le 26 août, 112 habitants de Rossignol, huit de Breuvanne et cinq de Saint-Vincent sont fusillés le long du chemin de fer, accusés par les Allemands d'avoir tiré sur leurs troupes.